# Пестра (Олт)
Пестра (рум. Pestra) насеље је у Румунији у округу Олт у општини Дањаса. Oпштина се налази на надморској висини од 66 m.

## Становништво
Према подацима из 2002. године у насељу је живело 612 становника, од којих су сви румунске националности.